# Flughafen Hun

i7
i11
i13
Der Flughafen Hun (arabisch مطار هون, IATA-Code: HUQ, ICAO-Code: HLON) ist ein Flughafen von Hun im Munizip al-Dschufra, Libyen.

## Lage
Das Flughafengelände liegt am südöstlichen Stadtrand von Hun.

## Flugplatzmerkmale
Der Flughafen verfügt über verschiedene Navigationshilfen.
Das ungerichtete Funkfeuer (NDB) sendet auf der Frequenz: 397 kHz mit der Kennung: HON.
Die Ortsmissweisung beträgt 1° Ost/West. (Stand: 2006)

## Zwischenfälle
Laut ASN ist ein Zwischenfall bekannt.
- Am 16. Oktober 1979 wurde eine Fokker F-27 der Libyan Arab Airlines entführt. Die Entführung dauerte zwei Tage. Dabei kamen keine Insassen ums Leben.[2]